# Bal Palais

Bal Palais var en anrik dansrestaurang från 1918 på Kungsgatan 65 i Stockholm, källarlokal till biografen Palladium där numera Casino Cosmopol finns.
Konstverk av Filip Månsson, Josef Svenlund, Isaac Grünewald, Nils Asplund och Georg Magnusson ingick i dekoren.
Den 18 september 1931 köpte Sven Håkansson dansrestaurangen Bal Tabarin, vars namn ändrades till Bal Palais. Den blev snabbt ett av Stockholms mest populära dansställen. Det renoverades 1944 enligt ritningar av arkitekten Arvid Klosterborg och Georg Magnusson. 
Artister som Reeperbahn, The Police, Ella Fitzgerald, Thore Ehrlings orkester och Erik "Bullen" Berglund har uppträtt på Bal Palais. Lill-Babs debuterade där som sångerska.
Senare har lokalen bytt namn till Karlsson, Abstrakt, Glädjehuset samt Sargasso.
Sedan kasinot tog över lokalerna år 2003 finns inget kvar av den gamla inredningen.